# Pulandian
Koordinaten: 39° 24′ N, 121° 58′ O
Pulandian (普兰店区,  Pǔlándiàn Qū) ist ein Stadtbezirk der Unterprovinzstadt Dalian in der chinesischen Provinz Liaoning. Pulandian hat eine Fläche von 2.597 km² und zählt 629.664 Einwohner (Stand: Zensus 2020),, also 242 E./km².

## Administrative Gliederung
Auf Gemeindeebene setzt sich Pulandian aus elf Straßenvierteln, fünf Großgemeinden, zwei Gemeinden und einer Nationalitätengemeinde zusammen. 